# Gustav Petri

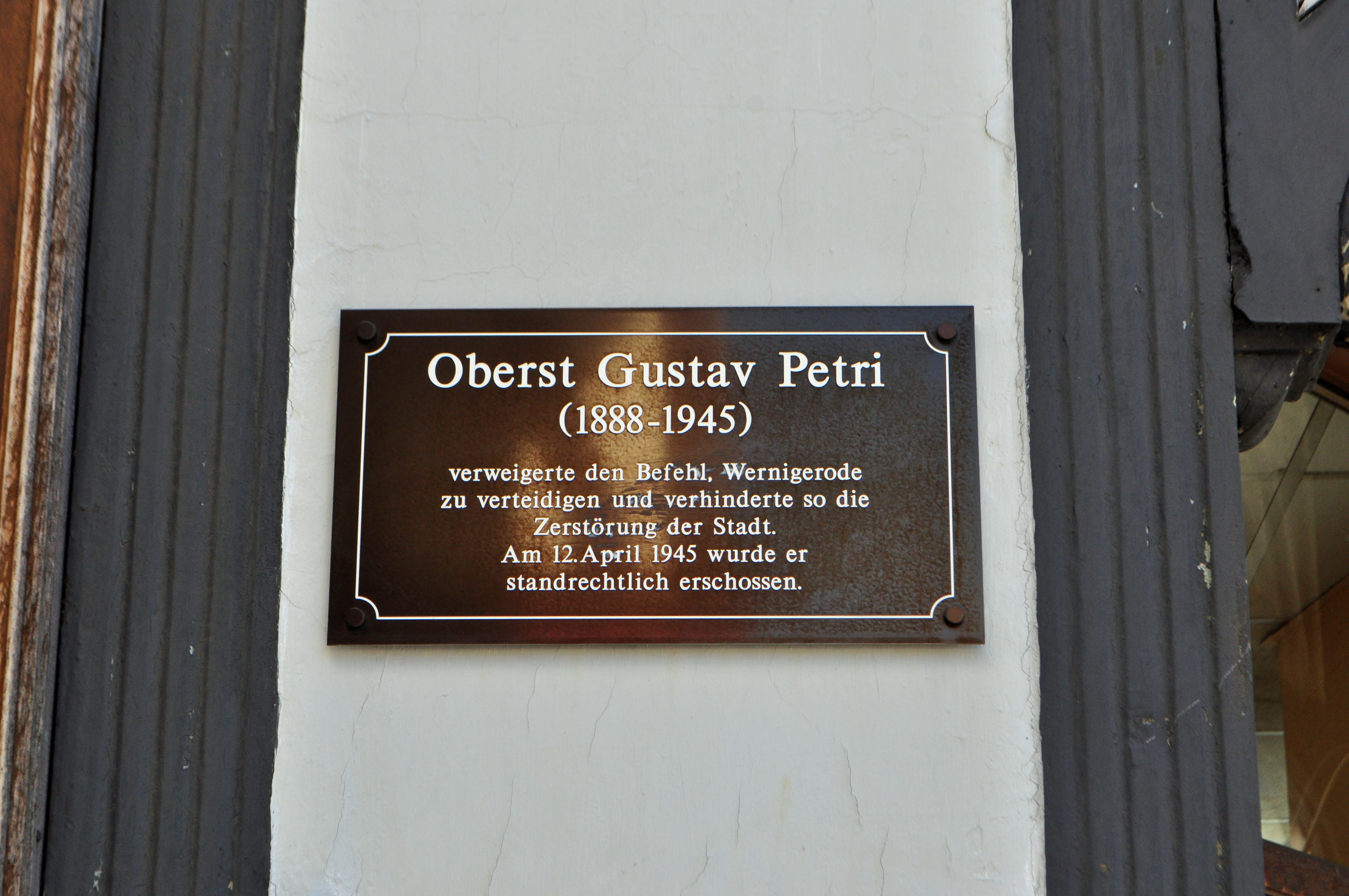
Gedenktafel an Gustav Petri in der Gustav-Petri-Straße in Wernigerode

Gustav Petri (* 3. Juni 1888 in Gießen; † 12. April 1945 vermutlich bei Drei Annen Hohne) war ein Oberst der Wehrmacht, der sich gegen Ende des Zweiten Weltkriegs weigerte, die Stadt Wernigerode gegen die Alliierten in die Kampfzone einzubeziehen und gegen die anrückende US-Armee zu verteidigen. Dadurch konnte Wernigerode am 11. April 1945 kampflos übergeben werden. Hierfür wurde Petri von Offizieren des Oberkommandos der 11. Armee unter Beteiligung der SS wegen Gehorsamsverweigerung erschossen. Er wird heute als „Retter von Wernigerode“ bezeichnet.

## Leben
Gustav Petris Eltern waren der Tabakhändler Carl Petri (1854–1912) und dessen Ehefrau Johanna (1861–1923), geborene Scheffler. Er hatte einen Bruder und zwei Schwestern.
Am 30. April 1919 heiratete Petri Henriette „Henny“ Hettler (1892–1972). Mit ihr hatte er drei Söhne, zwei davon fielen im Zweiten Weltkrieg. Der jüngste Sohn starb im März 2014.
Petri besuchte von 1894 bis 1897 die Vorschule eines Gymnasiums, anschließend das Gymnasium, das er mit dem Abschluss der Mittleren Reife verließ. Danach absolvierte er eine Ausbildung zum Kaufmann in Herford. Als er seine Lehrzeit abgeschlossen hatte, wurde er bis zum März 1908 als Filialleiter seines Ausbildungsbetriebs in Hannover eingesetzt.
Anschließend diente er als Einjährig-Freiwilliger im Infanterie-Regiment „Kaiser Wilhelm“ (2. Großherzoglich Hessisches) Nr. 116 in Gießen, wo er als Unteroffizier und Offiziersanwärter zur Reserve entlassen wurde. Von 1909 bis 1910 arbeitete er in Koblenz. Da sein Vater schwer erkrankte, übernahm er im Alter von 22 Jahren den elterlichen Tabakgroßhandel. Von 1911 bis 1913 nahm er an verschiedenen mehrwöchigen Übungen seines Infanterieregiments teil.

### Erster Weltkrieg
Als der Erste Weltkrieg 1914 ausbrach, kämpfte er als Zugführer in Frankreich und wurde im Oktober 1914 zum Leutnant der Reserve befördert. Am 22. August wurde er durch einen Gewehrschuss im Mundbereich schwer verletzt und musste nach Genesung dauerhaft ein künstliches Gebiss tragen. Gegen Ende 1914 erhielt er das Eiserne Kreuz II. Klasse. Ab Februar 1915 nahm er an den Kämpfen an der Ostfront teil. Während eines Gefechts wurde er am Arm schwer verletzt und war erst nach fünf Monaten wieder kriegsverwendungsfähig. Petri wurde mit der Hessischen Tapferkeitsmedaille ausgezeichnet. In Rumänien erhielt er zwei Kopfschüsse, blieb aber bei der kämpfenden Truppe. In dieser Zeit wurde er mit dem Eisernen Kreuz I. Klasse und dem Krieger-Ehrenzeichen in Eisen ausgezeichnet. Bevor er zum Bataillonskommandeur ernannt wurde, erhielt er das Ritterkreuz des Königlichen Hausordens von Hohenzollern mit Schwertern. 1918 wurde er wieder an der Westfront eingesetzt und erhielt das Verwundetenabzeichen in Gold für fünffache Verwundungen. Nach der Kriegsniederlage erfolgte am 31. Dezember 1918 Petris Entlassung im Rang eines Leutnants und er übernahm wieder den väterlichen Tabakgroßhandel.

### Zwischen den Weltkriegen
Die Niederlage empfand Petri als demütigend, doch wollte er – wie viele andere auch – weiterhin Soldat sein. Er betätigte sich bei den Vereinigten Vaterländischen Verbänden Deutschlands (VVVD) und gründete 1925 in Gießen die örtliche Gruppe des Stahlhelm – Bund der Frontsoldaten. Als aus dem Stahlhelm 1931 SA-Reserven gebildet wurden, führte Petri eine Standarte. Im Mai 1934 wurde er als Obersturmbannführer, was dem Rang eines Oberstleutnants entspricht, und Führer eines Reserve-Sturmbanns in die SA übernommen. In dieser Zeit nahm er an Reichsheer-Übungen und einem Bataillonsführer-Lehrgang teil. Eine Mitgliedschaft an der nationalsozialistischen Bewegung schloss er für sich aus. Als der Stahlhelm kollektiv in die NSDAP-Mitgliedschaft überführt wurde, trat er von der Führung seiner Einheit zurück und verließ die SA. 1936 verkaufte er den Tabakgroßhandel und trat am 1. Juli als Hauptmann in die Wehrmacht ein, zunächst bei der Wehrwirtschaftsstelle in Kassel und dann im Stab des Landwehrkommandeurs in Darmstadt. 1937 zog die gesamte Familie nach Darmstadt.

### Zweiter Weltkrieg
Zu Beginn des Zweiten Weltkriegs war Petri beim Stab der Armee-Reserve der 1. Armee in der Nähe von Herxheim bei Landau/Pfalz, 25 Kilometer von der französischen Grenze entfernt, eingesetzt. Am 1. Oktober 1939 wurde er zum Major befördert. Am 30. Juni 1940 erhielt er die Spange zum Eisernen Kreuz II. Klasse. Nach dem Waffenstillstand von Compiègne wurde die 246. Infanterie-Division, deren Stab Petri angehörte, beurlaubt und erst Anfang 1941 wieder neu aufgestellt. Mit dieser Division wurde er als Bataillonskommandeur des Regimentes 404 ein Jahr lang als Besatzungssoldat in Südwestfrankreich eingesetzt. Am 1. September 1941 wurde Petri offiziell zur aktiven Truppe der Offiziere überführt. Nach dem Weihnachtsurlaub kam es zur Verlegung der 246. Infanterie-Division an die Ostfront kurz vor Moskau. Petri wurde am 11. Februar 1942 als Bataillonskommandeur abgelöst und in den Stab seiner Division versetzt. Am 1. März 1942 erfolgte seine Beförderung zum Oberstleutnant. In einer Kesselschlacht wurde er leicht verwundet. Eine Verletzung am 16. April 1942 an der linken Gesäßhälfte war schwerwiegender, so dass er sich in seiner Heimat im Lazarett behandeln lassen musste, wo er bis Ende Juni blieb. Nach der Rückkehr an die Ostfront war er kurze Zeit als Kommandant in Bely tätig und wurde schließlich in die Führerreserve versetzt. Ende September 1942 wurde er in Frankreich sieben Wochen lang in die Aufgaben eines Feldkommandanten eingearbeitet und übte diese Funktion kurze Zeit beim X. Armeekorps an der Ostfront aus. Zum Jahreswechsel 1942/1943 wurde Gustav Petri dem Militärbefehlshaber Frankreich unterstellt und als Feldkommandant der Feldkommandantur 638 in Beauvais zur Verwaltung des Département Oise eingesetzt. Nach der Landung der Westalliierten am 6. Juni 1944 in der Normandie begann der Rückzug von Wehrmacht und Militärverwaltung. Petri wurde am 1. Juli 1944 zum Oberst befördert. Am 30. August 1944 löste er die Feldkommandantur auf. Er verkleinerte seine Mannschaft von rund 100 Offizieren, Mannschaften und Mitarbeitern auf etwa 25 und stellte sich den zurückziehenden kämpfenden Armeen zur Verfügung. Petris Einsatz erfolgte jetzt als Kommandant des rückwärtigen Armeegebiets (Korück). Seine Einheit wurde im Laufe des Rückzuges immer weiter personell ausgedünnt. Über Belgien und Luxemburg kam er an den Niederrhein. Zum Jahreswechsel 1944/45 nahm er an der Ardennenoffensive teil. Nach deren Scheitern war Petri in der Eifel im rückwärtigen Dienst tätig und kam schließlich über den Rhein nach Hessen. Da seine Einheit nicht im Ruhrkessel von den Alliierten eingeschlossen wurde, entkam er in den Harz und wurde dort dem Oberkommando der neu aufgestellten 11. Armee als Korück unterstellt. Am Abend des 8. April 1945 erreichte er Wernigerode.

## Befehlsverweigerung
Wernigerode war im April 1945 eine Stadt, in der mit „rund 24.000 Einwohnern noch weitere 21.000 Flüchtlinge, Umsiedler und Verwundete in den 28 Lazaretten, dazu Fremdarbeiter und Gefangene [lebten]“. Er bezog sein Quartier mit einem kleinen Stab im „Haus Sonneneck“ im Mühlental und seine weiteren Mitarbeiter im „Stadtgarten“, dem Sitz des örtlichen Kampfkommandanten. Seine Aufgabe bestand vor allem darin, das rückwärtige Gebiet der 11. Armee im Harz abzusichern. Deswegen nahm er zuerst Kontakt mit den örtlichen Behörden auf. Der Bürgermeister von Wernigerode, Ulrich von Fresenius, setzte sich im Gespräch mit Petri dafür ein, dass die Stadt aus der Hauptkampflinie herausgehalten werde. Darüber zu entscheiden, war aber Aufgabe der Kampfkommandanten, die in dieser Zeit täglich wechselten. Als Oberst Petri in der Nacht vom 10. auf den 11. April von seinem Vorgesetzten im Armeeoberkommando, Oberst Hans Linemann, telefonisch zum Kampfkommandanten ernannt wurde, um Wernigerode gegen die angreifende US-Armee zu verteidigen, verweigerte er den Befehl. Hierfür wurde er tags darauf bei Drei Annen Hohne in der Nähe von Elbingerode erschossen. Das Oberkommando der 11. Armee verheimlichte Petris Erschießung gegenüber seiner Einheit; auch der Ort seiner Bestattung blieb ungenannt.
Mit seiner Befehlsverweigerung verhinderte er am 11. April 1945 die Zerstörung der Stadt und den Tod zahlreicher Menschen kurz vor Kriegsende. Die 9. US-Armee konnte Wernigerode „fast kampflos“ besetzen.

## Persönlichkeit
Nach Auffassung des Autors Peter Lehmann, der im Jahr 2013 eine umfangreiche Studie über das Leben Gustav Petris vorlegte, hat ihn das preußische Militär stark geprägt. Die militärische Niederlage im Ersten Weltkrieg empfand Petri als demütigend. Die „Frontgemeinschaft“ brachte ihn während der Weimarer Republik zum Stahlhelm-Bund, da er, wie Lehmann sieht, „einem disziplinierten Führerdenken nahestand“, sich aber nicht „von der nationalsozialistischen Ideologie [...] einfangen“ ließ. Gustav Petri war kein Widerstandskämpfer im Dritten Reich, stand aber der Nazi-Parteiführung kritisch gegenüber. In Beurteilungen seines politischen Verhaltens als Offizier hinsichtlich des Nationalsozialismus durch Vorgesetzte wurde er als Verkörperung der „Ideen des Nationalsozialismus“ bezeichnet. Peter Lehmann bewertet diese Aussagen als „Gefälligkeitszeugnisse“, abgegeben, um einen „unangepassten Offizier“ nicht zu gefährden. Offiziere aus seinem Stab rechneten Petri „zu den schärfsten Gegnern des Nationalsozialismus“. Lehmann schlussfolgert: Petri habe sich stets zwischen einer „Distanz zur nationalsozialistischen Parteiideologie und Erfüllung militärischen Gehorsams“ bewegt. In den Tagebüchern von Petri aus seiner Zeit als Feldkommandant im französischen Département Oise findet sich kein Wort über die Situation der dortigen Kriegsgefangenen-, Internierungs- und Strafgefangenenlager und die stattgefundenen Deportationen von politischen Gegnern und Juden. Der Konflikt zwischen Bewahren und Bruch des Eids auf den Führer kam deutlich nach dem misslungenen Attentat vom 20. Juli 1944 zum Ausdruck, als er sich kritisch zum Verhalten der nationalsozialistischen Regierung und des Volksgerichtshofs äußerte, allerdings kein Wort über die beteiligten Offiziere verlor. In der letzten Phase des Krieges hielt Petri den Einsatz von 18-Jährigen oder Jüngeren und des Volkssturms für obsolet, da deren Kampfwert ohne praktische Relevanz sei. Nötig wäre für ihn der Einsatz von Frontsoldaten mit Kampferfahrungen aus dem Ersten Weltkrieg gewesen. Nach Lehmann waren für Petri die Beziehungen zu Freunden und zu seiner Familie überaus bedeutend und prägend gewesen. Für einen Widerstandskämpfer „war er viel zu zögerlich, nicht konsequent genug gewesen“ – so Lehmann. Spätestens nach der Invasion der Alliierten im Juni 1944 war Petri klar, dass der Krieg verloren gehen würde. Im Falle einer Verteidigung der Stadt Wernigerode habe er als Offizier gedacht und als Mensch gehandelt. Das mache ihn aber weder zu einem Helden noch zu einem Märtyrer, weder zu einem faschistischen Wehrmachtangehörigen noch zu einem Antifaschisten.

## Nachwirken

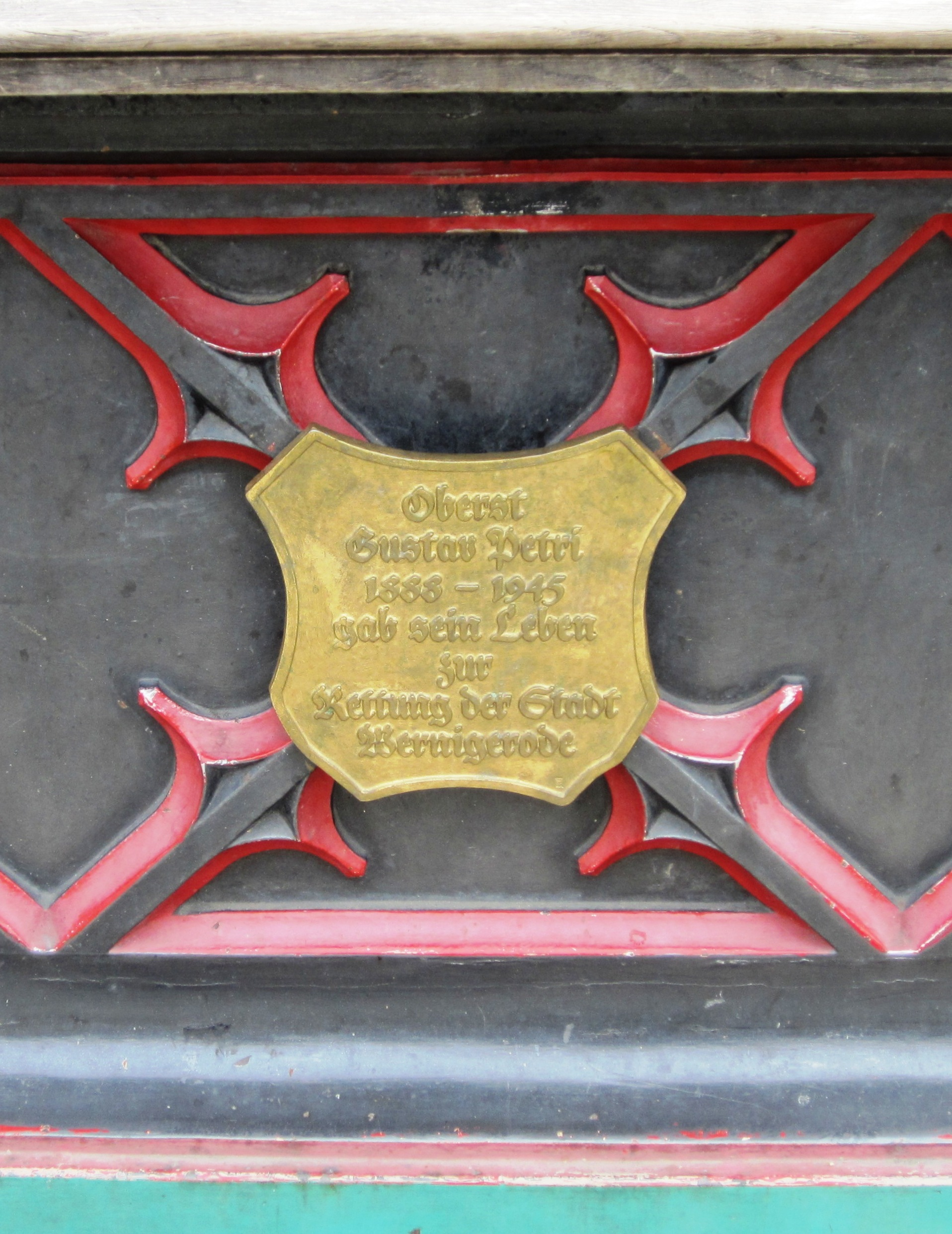
Plakette am „Wohltäter-Brunnen“

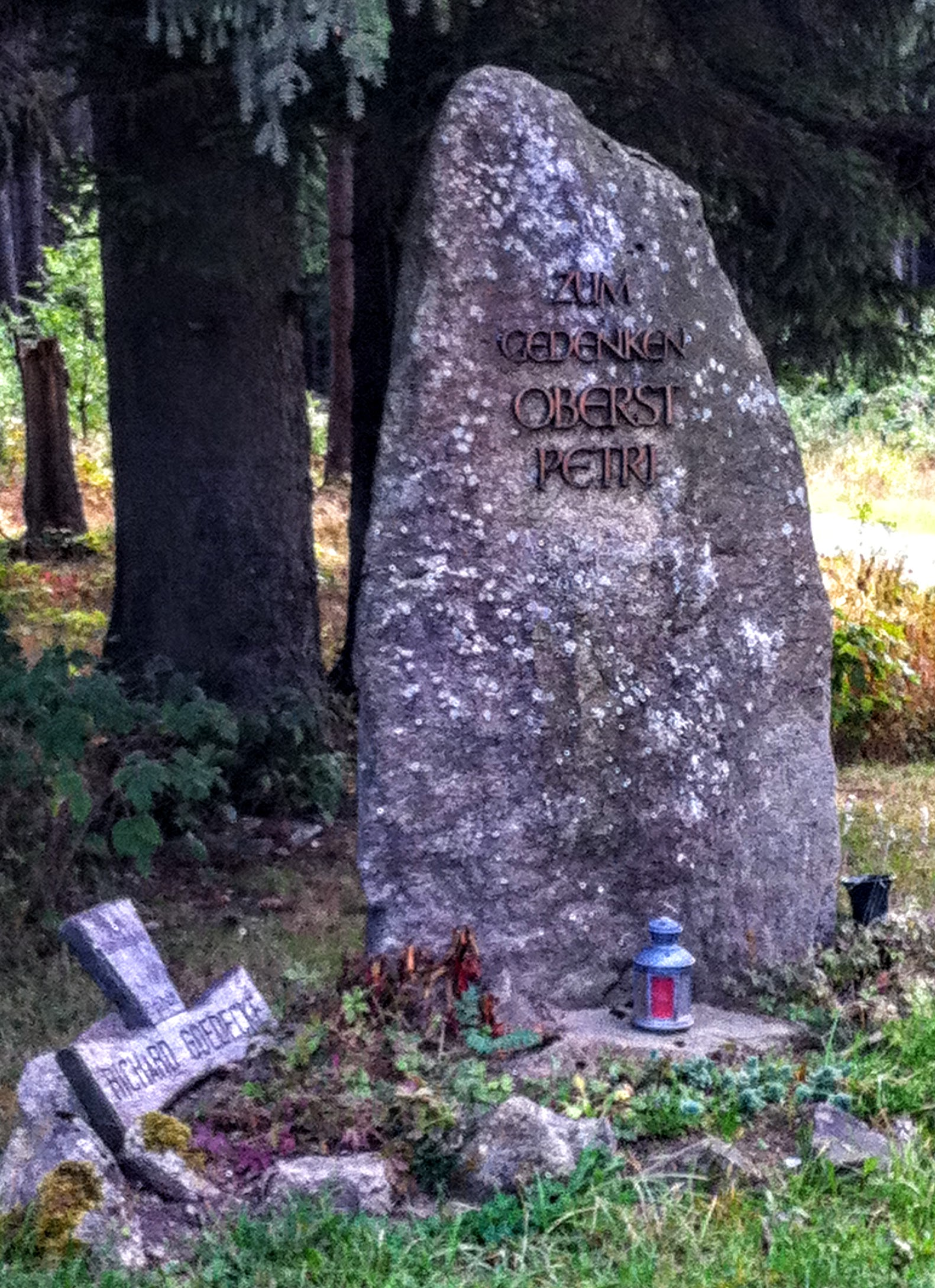
Gedenkstein in Drei Annen Hohne

Die Gehorsamsverweigerung Oberst Gustav Petris, die die Zerstörung Wernigerodes verhinderte, aber ihn das Leben kostete, blieb nach dem Krieg nur wenigen bekannt. Das Armeeoberkommando verheimlichte seine Erschießung. Nur der damalige Pfarrer von Schierke, Ernst Teichmann, unterstützte die Witwe Henny Petri bei der Suche nach dem Grab. Als Teichmann 1947 einen kleinen Soldatenfriedhof am Bahnhof Drei Annen Hohne zur Beisetzung von sechs sterblichen Überresten von Wehrmachtsoldaten anlegen ließ, stellte er auch zwei zusätzliche Gedenkkreuze auf. Auf einem der Gedenkkreuze war „Oberst Gustav Petri“ mit seinen Lebensdaten und ein Schriftzug „Er gab sein Leben zur Rettung der Stadt Wernigerode“ ins Holz vertieft. Damit wurde sein Name erstmals im Zusammenhang mit der kampflosen Übergabe der Stadt öffentlich genannt.
1961 strahlte das DDR-Fernsehen die fünfteilige Miniserie Gewissen in Aufruhr aus, in der die Geschichte von Oberst Rudolf Petershagen (1901–1969) von der DEFA verfilmt worden war. Petershagen hatte die Stadt Greifswald durch seine Gehorsamsverweigerung – ähnlich wie Petri – vor der militärischen Zerstörung bewahrt. Der Greifswalder Oberbürgermeister sowie der Rektor der Ernst-Moritz-Arndt-Universität waren den Russen entgegengefahren, um die kampflose Übergabe der Stadt zu verhandeln. Petershagen hatte eingewilligt, nichts zu unternehmen. Kurz nach der Ausstrahlung der Serie ging ein Schreiben aus Potsdam beim Rat der Stadt Wernigerode ein, in dem eine Ehrung Petris in Wernigerode vorgeschlagen wurde. Das Schreiben enthielt Vorschläge für einen Gedenkstein, eine Straßenbenennung und weitere Ehrungen. Dies wurde zwar in verschiedenen Gremien der Stadt erörtert. Jedoch wurde keines der Vorhaben umgesetzt; die Tat eines Offiziers der „faschistischen Wehrmacht“ passte nicht in das damals gepflegte DDR-Geschichtsbild. Da aber die Zeitung Wochenpost den Fall aufgriff und der Heimatforscher Ernst Pörner 1962 in der Heimatzeitschrift Unterm Brocken einen Aufsatz über Petris Gehorsamsverweigerung schrieb, wurde allerdings die Öffentlichkeit in der DDR und der Bundesrepublik Deutschland auf Gustav Petri aufmerksam.
Am 12. Oktober 1961 ging bei der Staatsanwaltschaft des Landgerichts Frankfurt am Main eine Anzeige zur Verfolgung eines Kriegsverbrechens wegen der Tötung von Gustav Petri ein, die die Staatsanwaltschaft bereits am 12. Dezember 1961 abwies. Damit konnte die Erschießung Petris als nationalsozialistisches Unrecht nicht weiter verfolgt werden. Weder lebende Personen noch Täter konnten verhört werden. Lehmann nimmt an, dass in der damaligen Justiz der Bundesrepublik „das Bewusstsein für nationalsozialistisches Unrecht wirklich noch nicht ausgeprägt [war]“. Dabei hatte das Bundesinnenministerium in einem jahrelangen Prozess 1958 ein Wiedergutmachungsverfahren für die Witwe Petri positiv entschieden.
Im Jahr 1963 legten Kriegsveteranen aus Gießen auf dem Grab der Familie Petri eine Gedenktafel mit dem Schriftzug „Du gabst Dein Leben zur Rettung der Stadt Wernigerode“ nieder.
1976 erfolgte die Umbettung der sterblichen Überreste des kleinen Soldatenfriedhofs bei Drei Annen Hohne nach Blankenburg. Bei der Exhumierung der hier Bestatteten wurden noch die Gebeine von weiteren sechs Menschen entdeckt. Da auch eine Zahnprothese aufgefunden wurde, nahm man zunächst an, dass es sich um das künstliche Gebiss von Gustav Petri handelt. Bestätigt werden konnte dies nicht, weil die Prothese keinem der 12 Gebeine zugeordnet wurde. Das bis dahin gepflegte Gedenkkreuz wurde beseitigt.
Erst nach der „Friedlichen Revolution“ wurde 1991 eine Plakette zur Erinnerung an sein Handeln am „Wohltäterbrunnen“ von Wernigerode angebracht und seit 1995 ist eine Straße in Wernigerode nach Petri benannt.
Bei Drei Annen Hohne erinnert seit 1995 ein Gedenkstein an ihn.
Anlässlich des 125. Geburtstages von Gustav Petri im Jahr 2013 zeigte das Stadtarchiv Wernigerode eine Dokumentation über sein Leben und den wechselhaften geschichtlichen Umgang der Politik mit seiner Befehlsverweigerung.